# Tri martolod
Tri martolod (брет. Три моряка) – бретонская народная песня, ставшая известной благодаря её интерпретации, исполнению и записи Аланом Стивеллом. Текст песни повествует о трёх молодых моряках, однако быстро перетекает в диалог влюблённых.

## История
В коллекции мелодий для волынки Полиг Моньяретт приводит мелодию, которую называет Tri-UGent Martolod (60 моряков). Эта песня появляется в различных сборниках бретонских песен. Алан Стивелл обнаружил эту песню на курсах бретонской культуры. Он исполнил её в Олимпии 28 февраля 1972 года в рамках концерта, транслировавшегося в прямом эфире телеканала Европа 1. В этот же период он выпустил сингл. Также Алан записывал Tri Martolod в несколько иной интерпретации с группой Manau.

## Слова
| Tri martolod yaouank (la-la-la-la) Tri martolod yaouank i vonet da veajiñ E vonet da veajiñ, gê! E vonet da veajiñ Gant 'n avel bet kaset (la-la-la-la) Gant 'n avel bet kaset beteg an Douar Nevez Beteg an Douar Nevez, gê! Beteg an Douar Nevez E-kichen mein ar veilh (la-la-la-la) E-kichen mein ar veilh o deus mouilhet o eorioù O deus mouilhet o eorioù, gê! O deus mouilhet o eorioù Hag e-barzh ar veilh-se (la-la-la-la) Hag e-barzh ar veilh-se e oa ur servijourez E oa ur servijourez, gê! E oa ur servijourez Hag e c'houlenn ganin (la-la-la-la) Hag e c'houlenn ganin pelec'h 'n eus graet konesañs Pelec'h on-oa konesañs, gê! Pelec'h on-oa konesañs En Naoned er marc'had (la-la-la-la) En Naoned er marc'had on-oa choajet ur walenn |

## Интерпретации
Песня Tri Martolod исполнялась различными музыкальными коллективами:
- Tri Yann записали её на первом альбоме этой группы, Tri Yann an Naoned, выпущенном в конце 1972 года.
- В сентябре 1993 года Алан Стивелл выпустил альбом Again, где записал Tri Martolod в более роковом исполнении.
- В 1994 году музыкальный проект, предпринятый Eric Mouquet и Guilain Joncheray записал Tri Martolod в альбом Dao Dezi в электронном стиле со смесью кельтских звуков и вокала.
- В 1998 году группа Manau включила его в свой альбом La Tribu de Dana (Племя Дану), который стал хитом во Франции.
- Швейцарская фолк-метал/melodic death группа Eluveitie записала песню Inis Mona и включила её в свой альбом Slania, который был выпущен в 2008 году. Eluveitie положили на мелодию Tri martolod текст на английском языке.
- В 2008 году группа Начало Века совместно с Хелависой (вокалисткой группы Мельница) записали на мелодию Tri Martolod сингл Тебя ждала я.
- В 2010 году Нольвенн Леруа (Nolwenn Leroy) записала Tri martolod для своего альбома Bretonne
- В 2012 году немецкий коллектив Santiano записал Tri martolod в фолк-роковой версии, включив её в свой альбом Bis ans Ende der Welt.
- Песню Tri martolod в различных вариантах перевода на русский язык часто исполняют на концертах Канцлер Ги (Майя Котовская) и Тикки Шельен.
- В 2018 году группа Reem X-Side записала Heavy Metal-версию «Tri Martolod», с переводом текста на английский язык.